# Moguiliovka
Moguiliovka (en rus: Могилёвка) és un poble del krai de Khabàrovsk, a l'Extrem Orient de Rússia. El 2012 tenia 1.266 habitants. Pertany al districte rural de Lazó.